# Острів Троянд (фільм)
Острів Троянд (італ. L'incredibile storia dell'Isola delle Rose) — італійський комедійно-драматичний фільм 2020 року режисера Сіднея Сібілії.
Фільм заснований на реальній історії інженера Джорджіо Роза та Республіки Острова Троянд. Він вийшов на Netflix 9 грудня 2020 року.

## Сюжет
Джорджіо Роза звертається до Ради Європи з клопотанням про захист та визнання свого Острова, який, як стає відомо, побудували він та його друг Мауріціо Орландіні. У фільмі показується, як рік тому, на святкуванні здачі державного іспиту він зустрівся зі своєю колишньою дівчиною Габріелою. Він наполягає на тому, щоб підвезти її назад на власноруч виготовленій машині, яка не має номерного знаку. Після зупинки поліцією виявляється, що він навіть має саморобний літак і не має ліцензії чи реєстрації на жоден зі своїх транспортних засобів.
Через три місяці ми бачимо, як він працює на мотоцикліста Бруно Спаджарі інженером. Під час перегонів він бачить рекламний щит, що показує видобуток нафти з моря. Натхненний, він переконує Мауріціо, якому набридло працювати в компанії свого батька, допомогти йому побудувати острів безпосередньо за територіальними водами Італії, щоб уникнути юридичної юрисдикції, де кожен може вільно робити те, що хоче. Вони спритно розпоряджаються бюджетами, знижують кошторисні витрати та успішно будують власний острів із запасом прісної води.
Одночасно у Франції починаються студентські заворушення. Це ще більше поширює ідею світом, і все більше людей починають приєднуватися до Острова, включаючи Франку, 19-річну вагітну дівчинку, яка вирішує стати барменкою єдиного бару острова площею 400 квадратних метрів; промоутер клубу Вольфганг Руді Нойман, німець без минулого, є провідним PR-менеджером пляжного клубу. Нойман починає пропагувати публічність острова і перетворює його на пляжний клуб. Спостерігаючи за цим, Габріелла, яка приїхала на острів, щоб повідомити Джорджіо про свій майбутній шлюб, стверджує, що острів — не держава, а дискотека. Він стверджує, що острів, який тепер називається Острів Троянд, має власну мову, валюту, поштову систему та інші зручності, включаючи процес отримання громадянства, який незабаром розпочнеться. Але Габріелла зазначає, що офіційного визнання цього немає.
Джорджіо намагається легалізувати свою державу в Організації Об'єднаних Націй, в цей же час, італійський уряд намагається позбутись острова. Для цього уряд втручається і звільняє батька Роза з роботи, де він пропрацював 30 років. Іншим членам острова роблять «пропозиції». Габріелла радить Джорджо звернутися до Ради Європи. Проте Італія загрожує знищенням острова. Коли Джорджо відмовляється відступити, інші жителі острова повертаються і встають разом з ним проти італійського флоту. Їх затримують і повертають назад, поки острів підривають. Кінофільм закінчується тим, що Габріелла та Джорджіо повертаються разом.
Історія зазначає, що, незважаючи на своє коротке життя, острів Троянд був знаковою подією. Згодом Італійська Республіка приймає новий закон, що розширює територію міжнародних вод з 6 до 12 морських миль.

## Відгуки
Острів Роуз отримав загалом позитивні відгуки критиків. На веб сайті агрегатора оглядів Rotten Tomatoes фільм має рейтинг схвалення 78 %.
Лінда Маррік з NME писала: «Сібілія та співавтор Франческа Маньєрі успішно поєднують химерність і пафос, щоб дати нам щось справді надихаюче».